# Centropogon macrophyllus
Centropogon macrophyllus är en klockväxtart som först beskrevs av George Don jr, och fick sitt nu gällande namn av Franz Elfried Wimmer. Centropogon macrophyllus ingår i släktet Centropogon och familjen klockväxter. Inga underarter finns listade i Catalogue of Life.